# Pleuró
|  | Aquest article tracta sobre la ciutat de Pleuró. Si cerqueu l'heroi epònim, vegeu «Pleuró (mitologia)». |

Pleuró (en grec antic: Πλευρών, llatí: Pleuron) fou una ciutat de l'antiga Grècia situada a Etòlia, que ja és esmentada per Homer al Catàleg de les naus.
Estava situada en una plana entre l'Aqueloos i l'Evenos, a l'oest de la ciutat de Calidó. Les dues ciutats van ser, en època heroica, les més importants d'Etòlia. En els seus inicis, Pleuró era una ciutat habitada pels curets, que estaven en lluita constant amb els etolis. La Ilíada explica el combat entre curetes i etolis: els primers volien saquejar Calidó, i els etolis lluitaven per defensar-la, i s'exterminaven els dos pobles entre ells. A la guerra de Troia, Pleuró ja pertanyia a Etòlia, i els seus habitants van navegar cap a Troia sona el comandament de Toant. Èfor diu que els etolis van foragitar els curets de Pleuró, que abans s'hauria dit Curètida.
Segons el mite, la ciutat va ser fundada per Pleuró, un fill d'Etol, i quan en altres llocs es deia que els curets feien la guerra a Calidó, aquestes llegendes explicaven que Pleuró havia lluitat contra Eneu, llavors rei d'aquella ciutat. Testi, net de Pleuró, també va ser rei de la ciutat. Pleuró, heroi epònim de la ciutat, tenia un heròon a Esparta, perquè era un avantpassat de Leda, la filla de Testi. Aquesta llegenda té diverses variants: Sòfocles diu que el rei de Pleuró era Eneu, i no Testi, i Frínic, en una tragèdia intitulada Πλευρώνιαι ('les dones pleurònies'), on sembla que explicava la mort de Melèagre, sembla que seguia la tradició sofoclea, i així el rei de Pleuró era Eneu.
En època històrica devia tenir poca importància, atès que gairebé no apareix esmentada. Va ser abandonada el segle iii aC pels seus habitants, segons Estrabó, després dels atacs continuats i la destrucció que va portar Demetri II de Macedònia, cap a l'any 238 aC. Els pleuronis van fundar una altra ciutat no gaire lluny de l'antiga, anomenada Nova Pleuró (ἡ νεωτέρα Πλευρών) per oposició a l'Antiga Pleuró (ἡ παλαιὰ Πλευρών). Aquesta ciutat nova estava situada als peus del mont Aracint, mentre que la vella era als peus del mont Cúrion, que derivava el nom dels curets.
La Nova Pleuró es va unir a la Lliga Etòlia, i va participar en la Guerra Romano-Síria. Poc després de la victòria romana en aquesta guerra, els pleuronis van demanar permís al senat romà per unir-se a la Lliga Aquea. Després de la derrota aquea i de la destrucció de Corint el 146 aC, Nova Pleuró va passar a dependre de la república romana.
Nova Pleuró ha estat identificada a la localitat del castell de Santa Irene.